# Кара Буоно
Кара Буоно (1 березня 1971 року в Бронкс, Нью-Йорк, США) — американська акторка італійського походження.

## Дитинство та юність
Кара Буоно народилася у Бронксі в сім'ї робочих італійського походження. У неї є два брати і сестра. Буоно відвідувала середню школу Фіорелло Х. Лагуардія та закінчив Колумбійський університет, де вона стала спеціалістом з англійської та політології. Вона заробила ступінь за три роки.
Серед фільмів — «З інших світів» (2004).

## Особисте життя
Живе разом з чоловіком Пітером Тумом у Гринвіч-Віллидж, має дочку. Засновник Ethos Water